# Sindrome da idrocuzione
La sindrome da idrocuzione è una violenta stimolazione dovuta all'impatto della cute con acqua fredda, ad esempio durante un tuffo, che riduce drasticamente la frequenza cardiaca e la pressione arteriosa. In alcuni casi può portare alla perdita di coscienza, causare il vomito o l'arresto cardiorespiratorio.

## Origine del termine
Date le analogie cliniche riscontrate con gli incidenti mortali dovuti all'elettricità, il professore G. Lartigue ha creato il neologismo idrocuzione, similare al termine elettrocuzione.
Il termine è principalmente utilizzato nella patologia forense.

## Sintomi
Il più delle volte la sincope è preceduta da sintomi chiamati "segnali di allarme". Questi sono:
- Stato di torpore o ottundimento.

- Sensazione di vertigini e ronzio nelle orecchie.

- Mal di testa.

- Fatica.

- Arrossamento della pelle con prurito e sensazione di calore, generalmente sull'addome e sulla parte interna delle braccia e delle gambe.

- Deficit dell'acuità visiva con visione offuscata.

- Dolore a localizzazione variabile che si manifesta sotto forma di gonfiore, crampi muscolari o dolori articolari.

- Erezione dei follicoli piliferi (pelle d'oca).